# Ophiocordyceps oxycephala
Ophiocordyceps oxycephala ist eine parasitische Pilz-Art, die auf Wespen wächst.

## Merkmale

### Makroskopische Merkmale
Das einfach gebaute Stroma entspringt direkt aus dem toten Wespenkörper. Es ist 5 bis 8 Zentimeter lang und sehr schmal mit 0,4 Millimeter im Querschnitt. Es ist gewunden und von gräulich-oranger Farbe, glatt, hell und winzigen länglichen Rillen. Der Kopf ist annähernd walzig, orange, in der Mitte heller bis weiß, 3 bis 10 Millimeter lang und 1 bis 1,5 Millimeter im Querschnitt. Er ist unregelmäßig und leicht gefurcht und mit einem kurzen, zugespitzten sterilem Apex.

### Mikroskopische Merkmale
Die eigentlichen Fruchtkörper, die Perithecien sind schräg in das Stroma eingebettet. Sie sind konisch und papillös, werden 450–500 × 192–210 Mikrometer groß. Die Schläuche (Asci) sind lang zylindrisch und sind 420–473 × 192–210 Mikrometer groß mit einer großen kugelförmigen Krone am Apex. In den Schläuchen befinden sich meist vier, manchmal auch acht fadenförmige Sporen eng beieinander. Die Ascuswände brechen normalerweise bei Reife von der Basis her auf, reißen dann nach oben hin auf und geben die Sporen frei. Die Sporen der viersporigen Schläuche sind 7-8,8 (manchmal bis 12m,3) × 1–1,8 Mikrometer groß, die Sporen der achtsporigen Schläuche sind kleiner, nämlich 6-7 × 0,8-1 Mikrometer groß.

## Ökologie und Verbreitung
Ophiocordyceps oxycephala wächst auf verschiedenen Arten der Echten Wespen in Laubwäldern. So wird als Wirt die Asiatische Hornisse (Vespa velutina) genannt. Aber auch die Hummel Bombus equestris, ein Vertreter der Echten Bienen wurde als Wirt identifiziert. Die Art ist aus den chinesischen Provinzen Guangdong, Hainan und Guangxi bekannt. Gröbere Angaben lauten Asien und Südamerika.

## Systematik
Ophiocordyceps oxycephala wurde lange wie alle Kernkeulen in die Gattung Cordyceps innerhalb der Clavicipitaceae gestellt. Die Erstbeschreibung erfolgt schon 1897 durch Otto Penzig und Pier Andrea Saccardo 2007 wurden die Kernkeulen durch Sung Gi-ho, Sung Jae-mo, Nigel L. Hywel-Jones und Joseph W. Spatafora in drei Gattungen in zwei verschiedenen Familien aufgeteilt. Ophiocordyceps oxycephala wird zu den Ophiocordycipitaceae gestellt.